# Halsa
Halsa é uma comuna da Noruega, com 304 km² de área e 1 714 habitantes (censo de 2004).         